# Толстопузы
«Толстопу́зы» (англ. Heavyweights, также известен как «Жирдя́и») — детский комедийный фильм компании Walt Disney Pictures, повествующий о ребятах из летнего лагеря для похудения. Премьера состоялась 17 февраля 1995 года.

## Сюжет
Парни с лишним весом отправляются в лагерь для похудения, где можно было отдыхать не напрягаясь. Но в это лето всё меняется: с приходом нового руководителя лагеря, помешанного на интенсивной изнурительной программе похудения. Ребятам приходится преодолевать трудности, с которыми они раньше не сталкивались.

## В ролях
- Бен Стиллер — Tony Perkis / Tony Perkis, Sr.
- Аарон Шварц — Gerald «Gerry» Garner
- Том МауГоуан — Pat Finley
- Тим Нельсон — Roger Johnson
- Джеффри Тэмбор — Мори Гарнер
- Джерри Стиллер — Harvey Bushkin
- Энн Мира — Alice Bushkin
- Шон Уэйсс — Josh Burnbalm
- Кинан Томпсон — Roy
- Пол Фиг — Tim
- Том Ходжес — Lars
- Аллен Коверт — Kenny
- Josiah Berry — Robert
- Лия Лейл — Джули
- David Goldman — Nicholas
- Cody Burger — Cody
- Joseph Wayne Miller — Sam